# Peso ecuatoriano

## Historia
La moneda de 8 reales que circuló en Ecuador desde la época colonial española era llamada entre la población ecuatoriana "Peso". En 1856, la moneda ha estado vinculada con el franco francés, con una tasa de cambio fija de 1 peso = 5 francos. Desde 1862, se emitió papel moneda denominados en reales y en pesos. El peso fue formalmente adoptado como la moneda de Ecuador en 1871, reemplazando al real a una tasa de 1 peso = 8 reales. La nueva unidad monetaria se subdividía en 100 centavos. En 1884, el peso es sustituido por el sucre a la par.

## Billetes
El papel moneda fue emitida solo por los bancos privados. El Banco Particular de Descuento y Circulación de Guayaquil emitió billetes entre 1862 y 1866 en denominaciones de 2 y 4 reales, 1, 5, 10, 20, 50 y 100 pesos. El Banco del Ecuador hizo lo mismo en denominaciones de 2 y 4 reales, 1, 4, 5 y 10 pesos entre 1868 y 1887. Algunos billetes de 1 y 5 pesos fueron sobreimpresos más tarde para su uso como 80 centavos de sucre y 4 sucres, debido a una tasa de conversión de 5 pesos = 4 sucres para los billetes de este banco.
El Banco de Descuento y Circulación imprimió billetes de 4 reales, 1, 4, 5, 10 y 20 pesos durante la década de 1860, mientras que el Banco Nacional emitió billetes en la década de 1870 en denominaciones de 2, 4 reales, 1, 5, 10, 20 y 100 pesos. El Banco de Quito emitió billetes en denominaciones de 2 reales, 1, 5, 10, 20 y 100 pesos entre 1874 y 1880, el Banco de la Unión emitió billetes entre 1882 y 1893 en denominaciones de 1, 5, 10, 20 y 100 de pesos, y el Banco Anglo-Ecuatoriano en 1884 publicó billetes de banco valuados en 1, 5 y 10 pesos.

## Monedas
Las monedas fueron emitidas sólo entre 1871 y 1884 tenían valores de 1 y 2 centavos, fueron acuñadas en cuproníquel en la Casa de Moneda Heaton en Birmingham. Estas monedas siguieron circulando después de que el sucre se adoptó.